# Nice Work If You Can Get It (альбом)
Nice Work If You Can Get It — студійний альбом американської джазової співачки Елли Фіцджеральд, випущений у 1983 році на студії Pablo Records і присвячений творчості братів Джорджа і Айри Гершвінів. В записі брали участь піаніст Андре Превін і контрабасист Нільс-Хеннінг Ерстед Педерсен.

## Список композицій
Автор слів Айра Гершвін, автор музики Джордж Гершвін. 
| #     | Назва                                                                       | Тривалість |
| ----- | --------------------------------------------------------------------------- | ---------- |
| 1.    | «A Foggy Day»                                                               | 6:10       |
| 2.    | «Nice Work If You Can Get It»                                               | 5:14       |
| 3.    | «But Not for Me»                                                            | 3:54       |
| 4.    | «Let’s Call the Whole Thing Off»                                            | 2:46       |
| 5.    | «How Long Has This Been Going On?»                                          | 5:01       |
| 6.    | «Who Cares?»                                                                | 4:30       |
| 7.    | «I’ve Got a Crush on You/Someone to Watch Over Me/Embraceable You» (Medley) | 4:56       |
| 8.    | «They Can’t Take That Away from Me»                                         | 3:27       |
| 35:58 |                                                                             |            |